# Mucaba
Mucaba ist eine Stadt in Angola, im Südwesten Afrikas.

## Geschichte
Bekannt wurde Mucaba im Zusammenhang mit dem Beginn des Portugiesischen Kolonialkriegs in Angola. Die Unabhängigkeitsbewegung UPA (União das Populações de Angola, ab 1962 FNLA) war am 15. März 1961 zum bewaffneten Kampf übergangen und hatte damit die portugiesischen Behörden und Siedler gleichermaßen überrascht. In Mucaba gelang es 20 europäischen Siedlern und fünf Schwarzen etwa einen Monat lang, einer Belagerung durch UPA-Kämpfern zu widerstehen, bis Ende April portugiesische Einheiten den Ort erreichten und die Belagerung beendeten. Der Vorfall wurde als erste Heldentat auf portugiesischer Seite propagandistisch verbreitet. Eine Vielzahl Straßen wurden in der Folge in Portugal nach den „Helden von Mucaba“ (port. Heróis de Mucaba) benannt.
Am 1. September 1971 wurde Mucaba zur Kleinstadt (Vila) erhoben und ist seither Sitz eines eigenständigen Kreises.

## Verwaltung
Mucaba ist Sitz eines gleichnamigen Landkreises (Município) in der Provinz Uíge. Der Kreis hat 86.717 Einwohner (hochgerechnete Schätzung 2014). Die Volkszählung 2014 soll fortan gesicherte Bevölkerungsdaten liefern.
Zwei Gemeinden (Comunas) mit insgesamt 52 Ortschaften bilden den Kreis Mucaba:
- Quinzala
- Wando-Mucaba (auch Uando)

## Wirtschaft und Verkehr
Seit 2011 verfügt Mucaba über asphaltierte Straßenverbindungen im Kreis und zur Provinzhauptstadt Uíge. Dies ermöglichte den Landwirten der Region einen besseren Transport ihrer Produkte und damit eine effizientere Vermarktung, insbesondere des Hauptanbauproduktes Kaffee. Dazu wurde 2011 auch ein neuer zentraler Kaffeemarkt errichtet. Zudem werden im Kreis Erdnüsse, Maniok, Bohnen, Mais, Süßkartoffeln, Avocado, Bananen, Zuckerrohr und Gemüse angebaut.
Seit 2010 sind in Mucaba auch Investitionen in den Hotel- und Tourismussektor getätigt worden,
2012 erhielt Mucaba zudem eine Reihe Neubauten, zu denen auch eine städtische Markthalle gehörte, neben einem Krankenhaus, Schulen und Wohnungsbauprojekten, u. a. Auch ein Wärmekraftwerk ist im Kreis in Betrieb gegangen.